# Recherche fondamentale
La recherche fondamentale consiste en des travaux expérimentaux ou théoriques entrepris principalement en vue d'acquérir de nouvelles connaissances sur les fondements des phénomènes et des faits observables, sans envisager une application ou une utilisation particulière.  En somme, elle « crée » de la connaissance et l’explique. Les résultats des recherches fondamentales donnent en général lieu à des publications dans des revues scientifiques.
Elle peut être de deux types. La recherche fondamentale « pure » consiste à faire progresser les connaissances, dans un but désintéressé (exclusion de toute idée de rentabilité). Elle peut susciter une idée d’application (recherche appliquée) qui aboutit à la mise au point d’un modèle (recherche et développement). En sciences de la vie et de la santé, il s’agit de décrypter par exemple les mécanismes du vivant (fonctionnement de l’organisme humain, des organismes…). La recherche fondamentale « orientée », quant à elle, consiste à viser l'établissement d'une large base de connaissances permettant de résoudre des situations particulières,.

## Définitions et portée
On oppose en général la recherche fondamentale à la recherche appliquée. Cette distinction est délicate à établir car de nombreux projets se situent à la frontière entre les deux. De nombreuses innovations majeures ont été développées dans une logique de recherche fondamentale, et n'auraient pas été développées dans un cadre de recherche appliquée ; par exemple, les technologies liées au laser, ou encore la théorie du chaos. Une distinction existe cependant qui relève avant tout de la démarche liée à l'objectif même de la production scientifique : la recherche fondamentale, comme sa définition le présente, cherche à acquérir de nouvelles connaissances qu'une ou des applications puissent exister ou non alors que la recherche appliquée part du besoin d'une application ou d'une amélioration de l'existant.
La recherche fondamentale, n'ayant, par définition, pas de perspective économique, est presque exclusivement le fait de laboratoires de recherche ou de chercheurs indépendants et fait rarement l'objet de partenariats avec l'industrie ou les services. Cependant, il est fréquent que des recherches dans le cadre d'une application, parfois en partenariat avec des entreprises, puissent avoir des implications fondamentales — ou que les chercheurs impliqués dans le projet usent de leur liberté académique pour mener conjointement leur recherche en direction de l'application et une recherche plus fondamentale sur le même sujet,. La frontière entre ces deux types de recherche est donc généralement assez floue.